# Цифрова мрежа с интегрирани услуги
ISDN (на английски: Integrated Services Digital Network) е съкращение, възприето и в България, за цифрова мрежа на интегрирани услуги – тип кръгово-комутируема телефонна мрежа, проектирана да позволи предаването на цифров сигнал (глас и данни) по обикновени телефонни медни кабели, водейки до по-добро качество и по-висока скорост, отколкото с аналогова телефонна мрежа.
В по-широк аспект ISDN е набор от протоколи за установяване и прекъсване на обособени канали за комутируеми връзки и за предоставяне на допълнителни услуги за потребителя.
При видеоконференция ISDN осигурява едновременно предаване на глас, видео и текст между индивидуално настолно видеоконферентно устройство и група други подобни устройства, обединени във видеоконферентна система.

## Елементи на ISDN
- „Цифрова“ означава, че се предава цифрова информация, за разлика от аналоговия принцип на работа на телефонна служба. Например ако се използва аналогов телефонен модем за интернет достъп, модемът на интернет доставчика трябва да преобразува цифровото съдържание на този сайт в аналогови сигнали, които да изпрати до модема и той ще ги преобразува отново в цифрови. Аналогично се преобразуват онези цифрови сигнали, които изпращат информация в обратна посока (например това се случва с всяко натискане на клавиш или бутон на мишката). При тези преобразувания има много шумове и риск от загуба на информация, докато при ISDN няма аналогово преобразуване, а само предаване на цифрови данни, което води до много по-качествено предаване, отсъствие на статичен шум и висока скорост на предаване.
- „Мрежа“ означава, че ISDN не е просто решение, свързващо две точки както при наетата линия. ISDN мрежите обхващат напълно мрежата от локалната телефонна централа до отдалечения потребител и включват цялостното телекомуникационно оборудване помежду им.
- „Интегрирани услуги“ са възможни благодарение на способността на ISDN да достави минимум две едновременни връзки, в произволна комбинация от данни, глас, видео и факс по една-единствена линия. Към линията могат да са свързани много устройства и да се използват при нужда. Това означава, че ISDN линията може да удовлетвори потребностите от комуникация на повече потребители, като се избягва необходимостта от много аналогови телефонни линии и при това предаването на данни е с по-висока скорост.

|  | Тази страница частично или изцяло представлява превод на страницата ISDN в Уикипедия на английски. Оригиналният текст, както и този превод, са защитени от Лиценза „Криейтив Комънс – Признание – Споделяне на споделеното“, а за съдържание, създадено преди юни 2009 година – от Лиценза за свободна документация на ГНУ. Прегледайте историята на редакциите на оригиналната страница, както и на преводната страница, за да видите списъка на съавторите. ВАЖНО: Този шаблон се отнася единствено до авторските права върху съдържанието на статията. Добавянето му не отменя изискването да се посочват конкретни източници на твърденията, които да бъдат благонадеждни. |